# Berufsgenossenschaftliche Unfallklinik

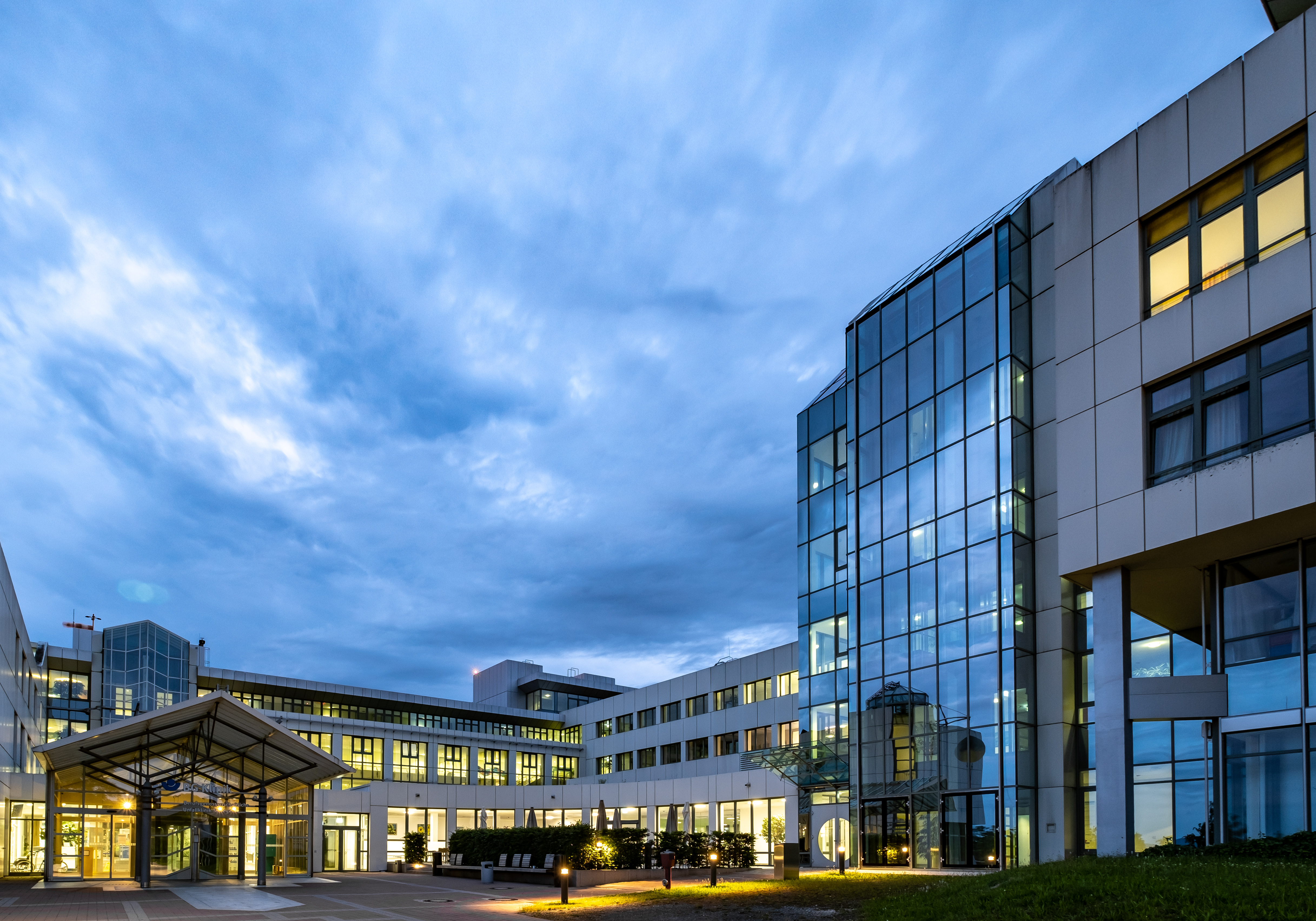
BG Klinik in Tübingen

Eine Berufsgenossenschaftliche Unfallklinik ist ein Spezialkrankenhaus für die medizinische Behandlung von Folgen aus Arbeitsunfällen. Träger sind die Träger der gesetzlichen Unfallversicherung, die Berufsgenossenschaften, die zu diesem Zwecke im Jahre 2016 den Konzern BG Kliniken – Klinikverbund der gesetzlichen Unfallversicherung gGmbH gegründet haben.
Bereits im 19. Jahrhundert waren z. B. das Bergmannsheil in Bochum 1890 als erstes Unfallkrankenhaus der Welt und kurz danach das Bergmannstrost 1894 in Halle (Saale) im Zusammenhang mit der Versorgung verletzter Bergleute entstanden.

## Tätigkeitsspektrum
Die Hauptdisziplin der traumatologischen Schwerpunktkliniken ist die Chirurgie. Zur Behandlung kommen sämtliche akuten Verletzungen und deren Folgezustände. Diese können nach Arbeits- oder Verkehrsunfällen auftreten. Aufgrund der OP-Kapazitäten und -Erfahrungen werden aber auch chronische Gelenkerkrankungen oder abgenutzte Schulter-, Hüft-, Knie- und Sprunggelenke therapiert. In der Unfallchirurgie werden somit vom schwerst Mehrfachverletzten, Patienten mit dem so genannten Polytrauma, bis zum einfachen Bänderabriss alle Verletzungen behandelt.
Eine Unfallklinik ist meistens spezialisiert auf Intensivmedizin, Unfall- und Wiederherstellungschirurgie mit Schwerpunkten in den Bereichen Orthopädie/Querschnittverletzte, Handchirurgie und Brandverletzte. Die Plastische Chirurgie als Oberbegriff und die anderen Therapieziele erfordern immer auch eine umfassende rehabilitative Ausstattung der jeweiligen Klinik, z. B. ein gut eingespieltes Team aus Ergotherapeuten, Krankengymnasten, Logopäden, Masseuren und Sporttherapeuten. Daneben kann es alle möglichen Abteilungen eines Krankenhauses der Maximalversorgungsstufe geben.
Die Ausstattung im Intensivbereich dieser Kliniken muss neben den laufend benötigten Behandlungsplätzen auch immer Erweiterungskapazitäten für größere Unfälle oder Katastrophen bereithalten. Typisch ist deshalb z. B. in einem solchen Zentrum für Schwerbrandverletzte, dass es eine spezifische Intensivstation mit sechs Betten gibt, die aber bei Bedarf schnell auf 12 Behandlungsbetten aufgestockt werden kann. Entsprechendes gilt auch für die anderen Fachrichtungen. Eine solche Ausweitung ist nicht unbegrenzt möglich. Deshalb unterstützen sich die Kliniken gegenseitig im bundesweiten und teilweise grenzüberschreitenden Verbund.
Oft sind die Kliniken auch Standort von Rettungshubschraubern.

## Übersicht der berufsgenossenschaftlichen Unfallkliniken
In Deutschland gibt es neun berufsgenossenschaftliche Unfallkliniken:
- BG Klinikum Bergmannstrost Halle
- BG Klinikum Duisburg
- BG Unfallklinik Frankfurt am Main
- BG Klinik Ludwigshafen
- BG Unfallklinik Murnau
- BG Klinik Tübingen
- BG Klinikum Hamburg
- BG Universitätsklinikum Bergmannsheil Bochum
- BG Klinikum Unfallkrankenhaus Berlin

Daneben betreiben die Berufsgenossenschaften eine Klinik für Berufskrankheiten und zwei Unfallambulanzen:
- BG Klinik für Berufskrankheiten Bad Reichenhall
- BG Ambulanz Bremen
- BG Unfallbehandlungsstelle Berlin

Die Kliniken sind seit 2016 im Konzern "BG Kliniken – Klinikverbund der gesetzlichen Unfallversicherung gGmbH" zusammengeschlossen.

## Weiterführende Rehabilitation
Bei bestimmten Krankheitsbildern schließt sich an die Akutbehandlung eine berufsgenossenschaftliche stationäre Weiterbehandlung (BGSW) in speziell zugelassenen Rehabilitationskliniken an.